# 徳川セックス禁止令 色情大名
『徳川セックス禁止令 色情大名』（とくがわセックスきんしれい しきじょうだいみょう）は、1972年4月26日に公開された東映製作・配給の日本映画。ジャンルは、エロティック時代劇。監督は、鈴木則文。主演は、杉本美樹。本作は、男女の営みを全く知らない徳川家息女と独身大名が夫婦となり、性生活を巡る対立から大名が性交禁止令を出し、その後起きる家臣から庶民までを巻き込む一連の騒動を描く。

## あらすじ
文政7年3月、江戸城では家臣たちが時の将軍徳川家斎の34番目の娘・清姫の嫁ぎ先について話合うが目ぼしい相手が見つからない。数日後九州唐島藩の独身大名・小倉忠輝が候補に上がると女嫌いの噂があったが他に宛はなく、家臣たちは小倉氏との結婚を早々に決めてしまう。恋愛経験のない2人のため、清姫は教育係・藤浪から、小倉は家老・米津からそれぞれ口伝えで性交について手短に教わり、姫はお付きの者たちを連れて唐島藩へと向かう。
清姫の輿入れ後早速初夜を迎え一応契りを結ぶが女嫌いの小倉の性交は味気なく、話を聞いた藤浪は翌朝米津づてに「姫様との営みを辞退する」と宣言する。別の日米津は、小倉の女嫌いを治すため知人の商人を頼って殿に三日三晩白人の女・サンドラとの性体験を積ませて技術を習得してもらう。女体の“天国”を知った小倉は城に戻ると清姫と再び交わるが姫が奉仕することを嫌がり、後日殿は周りの反対を押切りサンドラを側室に迎え入れる。
このことで清姫・藤浪・米津から小言を言われた小倉は、自分以外の人間が自由に性の快楽を楽しんでいることに不満を爆発させ、藩内に性交禁止令の御触れ(以下、禁令)を出してしまう。禁令は身分の区別なく施行され人々は子作りもできなくなるが、小倉はそんなこともお構いなしにサンドラとの快楽に溺れまつりごとも疎かになる。数日後清姫のことを不憫に思う藤浪は、こうなったのもサンドラのせいと殿に黙って彼女を商人のもとに追い返すが、怒った小倉はさらに取締りを強化させる。
この混乱に乗じて小倉に取り入ることを企む米津の息子は、自らの肉体で藤浪を骨抜きにして自身の妹と情婦を清姫の教育係にすげ替える。2人の教育係から性交時の性的絶頂や陰部の変化について教わった清姫は、男女の交わりについて以前にも増して興味を燃え上がらせていく。そんなある日城前に禁令廃止を訴える庶民が押し寄せたが相変わらず小倉は聞く耳を持たず、清姫はこうなった一因は自身にもあると反省する。
小倉と仲直りするため、清姫は殿から愛されていたサンドラを探し出して「男女の交わりで一番大切なのは相手を愛する心」との助言を受ける。その夜サンドラは意を決し、禁令を解くよう小倉に訴えようとする彼の家臣と交わるが別の家来により処刑され、殿はようやく自分の愚かな行いに気づく。禁令が廃止された夜、清姫は徳川家の息女ではなく小倉の妻として殿と愛し合い、城下町の家々からも人々の喜びに満ちた喘ぎ声が響き渡るのだった。

## キャスト
＜唐島藩・将軍家＞
清姫(徳川家斎の34番目の娘)
演 - 杉本美樹
徳川家将軍の娘ということもあり少々のことには動じない大胆な性格だが気位が高く、自身より一回りも年上の小倉にも対等もしくは自身の方が上という感じで接する。生娘で性行為や男の体についての知識は、全く知らないが好奇心旺盛。結婚を機に様々な人からの助言ややり取りを経て徐々に性や男女の関わり方を学んでいく。
小倉忠輝(九州唐島藩城主・清姫のフィアンセ)
演 - 名和宏
34歳未婚。清姫の結婚相手としては家柄人柄ともに申し分ないとされるが女嫌いとして有名。生一本で男らしい性格だが無骨で頑固な所がある。これまで家臣たち男社会で暮らしており、女との接点を自ら遠ざけて来たため性については全くの無知。武芸に優れており特に流鏑馬(やぶさめ)が得意。故人である織田信長を尊敬している。作中では「馬並み」、「丸太のよう」などと評されている。結婚後清姫や藤浪の上から物を言う態度に不快感を示し、徳川家に反発し始める。
藤浪(清姫の教育係)
演 - 三原葉子
清姫が嫁ぐ前に春画や張形を見せて性教育を教え始める。真面目で礼儀や作法に厳しい性格で、清姫の結婚後は小倉や米津たちにも歯に衣着せぬ物言いで臨む。小倉のことを田舎大名と見下しており、清姫に「小倉氏との交わりの目的は子作りであり体の交わりは最低限(下半身のみ)で良い」と助言する。しかしその後源太郎と出会ったことで人柄が変わる。
森田勝馬(藩の家臣・忠輝に仕える若侍)
演 - 成瀬正孝
小倉の近習。小倉への忠誠心が強く誠実な人柄なため、家臣の中でも特に殿から信用され気に入られている。冒頭から約2週間後に梢と結婚することが決まっている。小倉が女を知ってから性格や言動が変わり始め対応に苦慮する。
梢(清姫の女中・森田勝馬の許婚)
演 - 池島ルリ子
結婚の数日前に森田に会い、あと数日で夫婦になれることに2人で胸を弾ませる。ある時藤波からはしたない仕事を言いつけられる。その後禁令の必要性に疑問を感じた森田に賛同して2人で小倉に本音をぶつけ、殿の目を覚まさせようとする。
米津勘兵衛(忠輝の家老)
演 - 殿山泰司
小倉の相談役兼たしなめ役及び家臣のまとめ役。徳川家に畏敬の念を抱いており、小倉と清姫の夫婦関係がこじれないよう常に気を配り始める。童貞な小倉のために初夜の前に一般的な性行為の方法を口伝えで教え、「清姫を征服することは徳川家を征服することと同じ」と助言する。頑固な女嫌いから色情に溺れるようになった小倉の言動に振り回され、その都度家臣たちと話し合い対応策を考える。
源太郎(元藩の家臣・勘兵衛の息子)
演 - 山城新伍
剣の達人だが女癖が悪い。過去に女好きすぎたため小倉から藩を追放されたが、状況が代わり4年ぶりに米津家に帰って来る。老中をする勘兵衛のため家族のためと称して、藤浪と関係を持ったり妹と情婦を清姫の女中として送り込ませて小倉家に取り入ろうとする。
梅乃(清姫の女中・源太郎の妹)
演 - 女屋実和子
森田と梢が仲睦まじく語り合う場に居合わせ、「あなたたちの結婚は、父にとって26回目の仲人になる」と告げる。後日久しぶりに帰郷した源太郎に、女好きになった小倉を治す方法がないか相談する。その後清姫の世話係の女中となり、身の回りの世話をしたり性教育を教え始める。
お艶(清姫の女中・源太郎の情婦)
演 - 衣麻遼子
(今の長崎県)丸山遊郭の太夫(遊女)として働いていたが、源太郎に身請けされて彼の帰郷に合わせて米津家で暮らし始める。ほどなくして梅乃と共に清姫の女中となり“栗鳥の巣”なるものを教える。
お美代(忠輝の側室)
演 - 城恵美
小倉の広い寝室内の少し離れた場所で御添い寝役をする。性生活とは無縁で無知な小倉に、巷では庶民が日常的に男女の交わりを楽しんでいることや、身分に関係なく庶民の男女も自身や小倉のように性器を持っていることを教える。
沢木陣吾郎(藩の家臣・勘定侍)
演 - 大泉滉
禁令が出された直後、新婚のお京夫妻が夫婦の営みをしていると聞いたため、自宅に駆けつけて2人を取り締まろうとする。その後欲求不満が募って仕事に差し障りが出始めたため、「これでは満足な奉公ができない」と愚痴をこぼす。
藩の家臣(勘定係・鼻血侍)
演 - 蓑和田良太
禁令が出されてから2ヶ月間性行為をしていなかった影響で仕事中に鼻血を出す。
藩主の家臣(「閨房禁止令」検閲官)
演 - 宮城幸生
禁令の制定直後、小倉氏の家臣たちや庶民の男たちを並ばせて彼らの股間に検閲の“検”の判子を押し、「これがもし消えていたら男女の交わりを持ったものとし厳罰に処す」と告げる。
中村(藩の家臣・「閨房禁止令」執行人)
演 - 中村錦司
禁令に背き女と交わった男に二度と性行為ができないように羅切の刑に処す。その後同じく禁令に違反した別の女の処刑を実行する。
徳川家斎
演 - 田中小実昌
清姫の父。江戸幕府を治める第11代将軍。作中では精力絶倫として知られ、正室以外に21人の側室と彼女たちに産ませた54人の子がいる。
＜博多屋＞
博多屋伝衛門(唐津藩大商人)
演 - 渡辺文雄
米津から小倉の女嫌いを治すよう命じられる。三泊四日ほど小倉に屋敷に泊まってもらい、南蛮渡来の媚薬を飲ませたり外国人の女たちを充てがう。元キリシタンだが幕府から拷問を受けて転びバテレンとなったため、現在はキリスト教を嫌っている。拝金主義で「この世に天国をもたらすのは宗教ではなく金」という考えの持ち主。自身が雇う娼婦たちには高圧的な態度を取っている。フランス語が話せる。
サンドラ(フランスの娼婦)
演 - サンドラ・ジュリアン
博多屋で雇われる女の中でも特に美しい娼婦。博多屋から指示を受けて小倉と交わる。小倉から「サンドラほどの女はこの世に他にいない」と評され、気に入られてほどなくして側室として小倉氏に迎えられる。宣教師だった父に着いて日本にやって来たためクリスチャンで日本語が話せる。
マハリヤ(黒人の娼婦)
演 - オードリー・クルーズ
博多屋で雇われている女。博多屋から小倉の女嫌いを治すよう指示を受けて他の女2人と共に彼と交わる。自身とサンドラ以外にも数人の娼婦が雇われているが、みな内心博多屋に不満を持っている。
＜庶民＞
お京(祝言を挙げる夫婦)
演 - 京唄子
離婚歴2回あり、作中で3回目の祝言を挙げる。初夜では、夫婦でおどけてそれぞれ大名と御台所の口調を真似て事に及ぼうとする。普段は朗らかだが怒ると男相手にきつい言葉をまくし立てる。
お京の夫(祝言を挙げる夫婦)
演 - 鳳啓助
奥目の八の駕籠かき仲間。34歳。祝言の日に偶然禁令が制定され、そのことを知らずにお京と初夜を迎え、その後駆けつけた侍たちとひと悶着起こす。
奥目の八(駕籠かき)
演 - 岡八郎
仕事の合間に小倉が清姫との結婚を一時断ったと聞いてお京の夫と「殿と姫のエッチな妄想話」に花を咲かせる。数日後、お京夫妻の祝言に出席するが余計なことを言って彼女から叱られる。
老人(初夜の添寝をする老人)
演 - 平参平
新婚夫婦のお京夫妻の初夜に御添い寝を申し出、夫妻の寝室のついたてを挟んだ寝床で寝ながら聞き耳を立てる。
水城桃夕(浪曲師)
演 - 水城ゆう子
唐島藩の城下町に訪れ芝居小屋で浪曲を披露する。源義経と平徳子と思われる2人の男女の交わりを歌い、庶民に紛れて清姫が浪曲を聞きに来て、艶めかしい内容に客たちがムラムラする。
ナレーター
声 - 三村敬三
冒頭などで状況説明や話の流れをかいつまんで視聴者に伝える。

## スタッフ
- 監督：鈴木則文
- 脚本：掛札昌裕、鈴木則文
- 企画：天尾完次
- 撮影：増田敏雄
- 美術：雨森義允
- 音楽：荒木一郎
- 照明：中山治雄
- 編集：神田忠男
- 助監督：依田智臣
- スチール：諸角義雄
- 製作：東映京都撮影所

## 挿入歌
- 「ジュテームはサヨナラのはじまり」

作詞：すずきすずか、作曲：荒木一郎、唄：サンドラ・ジュリアン
清姫とサンドラが心を通わせるシーンでこの曲が使用される。